# Resolució 873 del Consell de Seguretat de les Nacions Unides
La Resolució 873 del Consell de Seguretat de les Nacions Unides fou adoptada per unanimitat el 13 d'octubre de 1993. Després de recordar resolucions 841 (1993), 861 (1993), 862 (1993) i 867 (1993), el Consell va observar la contínua obstrucció de l'arribada de la Missió de les Nacions Unides a Haití (UNMIH) i el fracàs de les Forces Armades d'Haití per assumir les seves responsabilitats i, per tant, reimposar sancions internacionals contra Haití que abans eren suspeses.
La decisió es va prendre segons el Capítol VII de la Carta de les Nacions Unides, després que el Consell s'assabentés del fracàs de l'exèrcit i la policia en no complir amb l'acord de Governors Island i va determinar que era una amenaça per a la pau i la seguretat internacionals. La terminació entraria en vigor a les 23:59 EDT del 18 d'octubre de 1993, tret que el Consell escolti que les parts estaven implementant els acords. Els fons congelats podrien ser alliberats a petició del President d'Haití, Jean-Bertrand Aristide o del primer ministre Robert Malval, i que el Comitè establert en la Resolució 841 tindria l'autoritat de concedir excepcions a les prohibicions examinades cas per cas.
La resolució expressa la disposició del Consell de considerar noves mesures si les autoritats i altres a Haití segueixen obstaculitzant la UNMIH i els seus drets a la llibertat de moviment i la comunicació o altres necessaris per dur a terme el seu mandat.